# プエルトリコの旗
プエルトリコの旗（プエルトリコのはた）は、1952年7月24日に採用された。
プエルトリコの旗は、キューバの国旗の青と赤の配色が反対になっているだけで、基本的に同じデザインである。なお、プエルトリコとキューバは、米西戦争でアメリカが獲得した植民地としての関係が深かった。

?1785年までの旗
?1785年の旗
?1785年 - 1902年
?1895年のプエルトリコの旗
?1952年から1995年までのプエルトリコの旗
キューバの国旗